# Pavel Sadyrin
Pavel Fyodorovich Sadyrin - em russo, Павел Фёдорович Садырин (Molotov - atual Perm, 18 de setembro de 1942 — Moscou, 1 de dezembro de 2001) foi um futebolista e técnico de futebol russo.
Iniciou em 1978 a carreira de técnico, no Zenit Leningrado, clube em que fora jogador entre 1965 e 1975, quando parou de jogar. Sadiryn anteriormente havia jogado apenas no Zvezda Perm, onde iniciou em 1959. Treinou o Zenit até 1987, e levou o clube a sua única conquista no campeonato soviético, em 1984 (seria o único campeonato nacional ganho pelo clube até 2007, quando venceu seu primeiro campeonato russo).
Em 1989, após passar pelo Krystal Kherson, foi treinar o CSKA Moscou, levando o clube de volta à divisão de elite soviética. Em 1991, comandou o CSKA na conquista das que seriam as últimas edições do campeonato soviético e da Copa da URSS. A partir de 1992, passaria então a treinar a Rússia, classificando-a para a Copa do Mundo FIFA de 1994.
Embora fosse um homem avesso à polêmicas, ele acabou sem querer, envolvido em uma polêmica dentro da Rússia. Após classificá-la para a Copa de 1994, diversos atletas acharam baixo o valor proposto pela Federação Russa de Futebol do prêmio pela classificação para o Mundial, e pediram o apoio de Sadyrin para que os prêmios em dinheiro fossem aumentados. Sadyrin disse que somente apoiaria os atletas, caso eles o apoiassem para aumentar o seu próprio salário (que era pouco). Diante da recusa dos jogadores em apoiá-lo, Sadyrin decidiu também não apoiar os jogadores, sendo odiado por eles. Consequentemente, esses jogadores se recusaram a servir a seleção.
Os jogadores russos que se negaram a servir a seleção no mundial de 1994 foram: Ihor Dobrovols'kyi, Igor Shalimov, Igor Kolyvanov, Andriy Kančelskis e Sergey Kiryakov, que acabaram não indo ao mundial. Fragilizada, a equipe perdeu os dois primeiros jogos, contra Brasil e Suécia. De nada adiantaria a grande exibição de Oleg Salenko na derradeira partida contra Camarões, em que os russos venceram por 6 a 1 - a equipe não se classificou às oitavas entre os melhores terceiros colocados nos grupos.
Ao ser questionado pela imprensa de seu país, sobre o seu salário como treinador, Sadyrin somente mencionava que o seu salário como treinador da Rússia era tão pouco, que mal dava para sua própria subsistência. Ele não falava em números, quando questionado.
Sadyrin só quebrou o silêncio em 1998, quando revelou a um programa da BBC inglesa, apresentado pelo ex-jogador Gary Lineker, que durante o período em que treinou a Rússia ganhou apenas US$ 200.
No ano seguinte, voltaria a treinar o Zenit (agora Zenit São Petersburgo) e, assim como fizera com o CSKA, trouxe-o de volta à primeira divisão nacional. No CSKA, aliás, voltaria a ser técnico em 1997-1998 e depois em 2000, depois de uma rápida passagem pela seleção do Uzbequistão. Ainda exercia o comando da equipe em 2001 quando morreu, aos 59 anos, vítima de câncer.